# Māldeh
Māldeh är en ort i Iran.   Den ligger i provinsen Gilan, i den nordvästra delen av landet, 220 km nordväst om huvudstaden Teheran. Māldeh ligger 6 meter över havet och antalet invånare är 183.
Terrängen runt Māldeh är platt åt nordväst, men åt sydost är den kuperad.Runt Māldeh är det ganska tätbefolkat, med 155 invånare per kvadratkilometer. Närmaste större samhälle är Lāhījān, 16,1 km öster om Māldeh. Trakten runt Māldeh består till största delen av jordbruksmark.